# Herbeumont
Herbeumont (in vallone Arbûmont) è un comune belga di 1 536 abitanti, situato nella provincia vallona del Lussemburgo.